# Margaret Aitken
Margaret Aitken   (siglo XVI -Fife, agosto de 1597), conocida como la Gran Bruja de Balwearie, fue una figura importante en el gran pánico de brujería escocés de 1597, ya que sus acciones condujeron efectivamente al fin de esa serie de juicios por brujería. Después de ser acusada de brujería, Aitken confesó pero luego identificó a cientos de mujeres como otras brujas para salvar su propia vida. Unos meses más tarde se descubrió que era un fraude y fue quemada en la hoguera.

## Contexto
Parte de la parroquia de Abbotshall, al suroeste de Raith y al oeste de Kirkcaldy, la pequeña aldea de Balwearie, en Fife, ha estado asociada durante mucho tiempo con sucesos sobrenaturales.
Se tiene constancia de que el rey Jacobo V tuvo una pesadilla en 1539 en la que el hijo del laird de Balwearie, Thomas Scott, visitaba al rey "en compañía de demonios". El médico del siglo XIII, Sir Michael Scott de Balwearie, hacía tiempo que había entrado en el folclore como un mago.

## La gran caza de brujas escocesa de 1597
Margaret Aitken fue acusada de brujería y arrestada bajo sospecha de ese delito en Fife hacia abril de 1597. Bajo la amenaza de extrema tortura y para salvar su propia vida, durante su confesión afirmó ser capaz de reconocer a otras brujas buscando una marca especial en sus ojos.
En mayo de 1597, afirmó saber de una convención de 2.300 brujas en Atholl. Como resultado, se formó una comisión especial con la aprobación de Jacobo VI y los fiscales la llevaron de pueblo en pueblo para detectar brujas. Durante 1597, la única otra buscadora de brujas utilizada en casos de brujería fue Marion Kwyne, que apareció en los casos incoados contra dos hombres y trece mujeres en Kirkcaldy; el académico Stuart Macdonald especula con la posibilidad de que se tratara de Aitken bajo un nombre falso.
Además de que Aitken mirara a los ojos a los acusados de brujería, la comisión también empleó la prueba de la natación, casi la única ocasión en que se utilizó esta prueba en Escocia.
Cuando llegó a Glasgow, el ministro John Cowper condenó a muerte a muchas mujeres inocentes basándose en su testimonio. Cualquier mujer sospechosa de brujería era arrojada a la cárcel y sometida a tortura, bajo la cual la mayoría confesaba ser culpable. Después eran llevadas a juicio y ejecutadas. Se desconoce el número exacto de ejecuciones llevadas a cabo por la comisión, pero se cree que fueron cientos.
Tras una confesión final, en la que Aitken admitió haber falsificado sus poderes, Marion Walker (una activa resistente a la caza de brujas de John Cowper) distribuyó la confesión de Aitken, lo que en última instancia puso fin al periodo -lo que llevó a Jacobo I a invalidar las comisiones existentes en el palacio de Falkland.
El efímero éxito de Aitken también dio lugar a imitadoras como Anne Ewing en Kirkcaldy, quien tras la caza de brujas a gran escala en Kirkcaldy fue prestada por los magistrados de Kirkcaldy a sus colegas de Inverkeithing con la condición de que regresara.
Robert Bowes, el embajador inglés en Edimburgo, escribió a Lord Burghley en agosto de 1597 que el rey había sido «últimamente acosado y preocupado de muchas maneras en el examen de las brujas que pululan en gran número y (como se informa creíblemente) en muchos miles.

## Muerte
Alrededor del 1 de agosto de 1597, Aitken fue desenmascarada como un fraude. Un fiscal escéptico cogió a algunos de los declarados culpables y se los llevó de vuelta a Aitken al día siguiente con ropa diferente. Cuando ella los declaró inocentes, su papel de cazadora de brujas se vio irremediablemente socavado y los juicios por brujería cesaron.
Llevada de vuelta a Fife, fue juzgada y afirmó que todo lo que había dicho sobre sí misma, y sobre los demás, era falso. Aitken fue quemada en la hoguera en agosto de 1597.

## Legado
Después de este episodio, Jacobo VI revocó las comisiones existentes el 12 de agosto de 1597 mediante una proclamación del consejo privado en Falkland. La indignación por el asunto Aitken significó que Escocia no vería otro periodo de terror durante otras tres décadas, pero la confianza de Jacobo VI en perseguir a los delincuentes no había disminuido.

el rey solo tenía en mente el examen y el juicio de los hechiceros, hombres y mujeres.